# Michaił Pankiewicz
Michaił Iwanowicz Pankiewicz, ros. Михаил Иванович Панкевич, Mihail Ivanovich Pankevich (ur. 1757, zm. 14 sierpnia 1812) – rosyjski matematyk.

## Życiorys
Ukończył seminarium w Kijowie, studiował na Uniwersytecie Moskiewskim, gdzie w 1791 został profesorem nadzwyczajnym katedry matematyki stosowanej. W latach 1805–1808 i 1811-1812 był dziekanem wydziału fizyczno-matematycznego. Zginął podczas obrony Moskwy.

## Prace
- De praecipuis machinis hydraulicis, quibus elasticorum serventis aquae vaporum ponderisque atmosphaerae ope, aqua ad insignem altitudinem elevari potest, 1788 - dysertacja